# Zenta község
Zenta község (szerbül Општина Сента / Opština Senta) közigazgatási egység (járás) Szerbiában, a Vajdaságban, az Észak-bánsági körzetben. Földrajzilag Bácskában, a Tisza jobb partján fekszik. A község területe 293 km², központja Zenta városa, emellett négy falu tartozik még hozzá. A község lakossága 2002-ben 25 568 fő volt, a természetes szaporulat értéke pedig -8,5‰. A községben 5 általános és 4 középiskola van.

## A község települései
| \| Tör. Magyarkanizsa község Sza- bad- ka Csóka To- po- lya Ada község ZENTA Bogaras Felsőhegy Tornyos Kevi \| \| térkép szerkesztése \| |                    |                   |                 |
| Magyar név | Szerb név (cirill) | Szerb név (latin) | Népesség (2011) |
| Bogaras | Богараш            | Bogaraš           | 567             |
| Felsőhegy | Горњи Брег         | Gornji Breg       | 1710            |
| Kevi | Кеви               | Kevi              | 722             |
| Tornyos | Торњош             | Tornjoš           | 1565            |
| Zenta | Сента              | Senta             | 18397           |
| Tör. Magyarkanizsa község Sza- bad- ka Csóka To- po- lya Ada község ZENTA Bogaras Felsőhegy Tornyos Kevi                                 |                    |                   |                 |
| térkép szerkesztése |                    |                   |                 |

## Etnikai összetétel
A 2002-es népszámlálás szerint abszolút többségben vannak a magyarok.
- magyarok: 20 587 fő (80,52%)
- szerbek: 2739 fő (10,71%)
- cigányok: 581 fő (2,27%)
- jugoszlávok: 392 fő (1,53%)
- egyéb

## Oktatás
A 2024/25-ös év általános iskolai statisztikája. www.opendata.mpn.gov.rs
| Iskola neve                           | Település    | Diákok száma | Magyarul tanul | %      |
| November 11 (Stevan Sremac)           | Zenta        | 364          | 238            | 65,4%  |
| Thurzó Lajos                          | Zenta        | 389          | 389            | 100,0% |
| Csokonai Vitéz Mihály (Petőfi Sándor) | Felsőhegy    | 108          | 108            | 100,0% |
| Emlékiskola/Petőfi Sándor             | Zenta        | 327          | 260            | 79,5%  |
| Tömörkény István                      | Tornyos      | 133          | 133            | 100,0% |
| Tömörkény István                      | Bogaras      | 16           | 16             | 100,0% |
| Tömörkény István                      | Kevi         | 21           | 21             | 100,0% |
| Összesen                              | Zenta község | 1358         | 1165           | 85,8%  |